# Tom Bergeron
Thomas Robert Bergeron conhecido por Tom Bergeron (Haverhill, Massachusetts, 6 de maio de 1955) é um apresentador de televisão americano, e vencedor de dois Emmy Awards.